# Кіровська (станція метро, Нижній Новгород)
56°14′52″ пн. ш. 43°52′42″ сх. д. / 56.24778° пн. ш. 43.87833° сх. д.
Кі́ровська (рос. Ки́ровская) — станція Автозаводської лінії Нижньогородского метро, розташована між станціями «Комсомольська» та «Парк культури». Відкрита 15 листопада 1989 року в складі третьої черги Автозаводської лінії. Назву отримала на честь С. М. Кірова.

## Виходи
Станція розташована на межі районів Соцмісто та Автозавод. Виходи зі станції ведуть до проспектів Леніна та Кірова, парку Слави, головної прохідної Горьківського автомобільного заводу та Нижньогородського автомеханічного технікуму.

## Технічна характеристика
Конструкція станції —  колонна трипрогінна мілкого закладення.

## Оздоблення
Колійні стіни станції оздоблені мармуром темних відтінків, зверху і знизу оздоблені білим мармуром. Колони квадратної форми з білого мармуру зі вставками з сірого мармуру. Підлога викладена бежевим мармуром і сірим гранітом. В одному з підземних вестибюлів знаходиться бюст С. М. Кірова.